# Arbejdsløs i aktion
|  | Denne artikel er oprettet af botten Steenthbot ud fra en ekstern database. Den kan derfor have sproglige fejl eller mangler. Denne skabelon kan fjernes efter kontrol af indholdet. |

Arbejdsløs i aktion er en dansk dokumentarfilm fra 1978.

## Handling
Om typografstrejken på BT i 1977 og dens udvikling.